# Galen i hästar
Galen i hästar (engelska: Horse Crazy) är en amerikansk familjefilm från 2001 i regi av Eric Hendershot.
Filmen gavs ut i Sverige på DVD den 13 september 2006 av Warner Bros. Entertainment.

## Handling
Tre barn med målsättningen att fånga sin egen vilda mustang överlistar en skara hästtjuvar och återbördar en prisvinnande hingst till dess ägare.

## Rollista
- Michael Glauser – Tyler
- Brittany Armstrong – Sam
- Jonathan Cronin – Stoney
- Scott Subiono – Luke
- Dalin Christiansen – Karl
- Arizona Taylor – Brad
- Elizabeth Johnson – Andi
- Marvin Payne – Ray
- Craig Costello – J.P. - Grandpa
- Janet Bird – Mrs. Smith
- Kirk Smith – Self (as Sheriff Kirk Smith)
- Kayla Armstrong – Roped Girl
- Hayley Hammond – T.V. Reporter
- Paul Robbins – TV Announcer
- Michael L. McDonough – Documentary Narrator (voice)